# Saint-Julien (Jura)
Pour les articles homonymes, voir Saint-Julien.
Saint-Julien-sur-Suran redirige ici.
Saint-Julien (parfois nommée non officiellement Saint-Julien-sur-Suran) est une ancienne commune française située dans le département du Jura en région Bourgogne-Franche-Comté. Les habitants se nomment les Saint-Juliennois et Saint-Juliennoises.
Le 1er janvier 2017, elle fusionne avec Bourcia, Louvenne et Villechantria pour former la commune nouvelle de Val Suran.

## Géographie
Cette commune se situe dans le sud du département du Jura, à 35 km au sud de Lons-le-Saunier, à 35 km au nord de Bourg-en-Bresse sur la D 117, sur le premier plateau jurassien, dans la « Petite Montagne ».

## Économie
Une entreprise travaillant le bois (As'Bois) perpétue l'activité traditionnelle du tournage et du décolletage sur bois autrefois pratiqué pendant les longs mois d'hiver par la population rurale de la "Petite Montagne".

## Histoire
Au cours de la Révolution française, la commune porta provisoirement le nom de Julien-le-Guerrier.
Le 11 mars 2012, les habitants doivent se déclarer lors d'un vote local sur l'accueil d'une prison expérimentale imaginée par Pierre Botton. Le projet est rejeté par 54 % des votants. Cependant, malgré la consultation populaire le maire décide de poursuivre le projet et de le soumettre au conseil municipal.

## Politique et administration

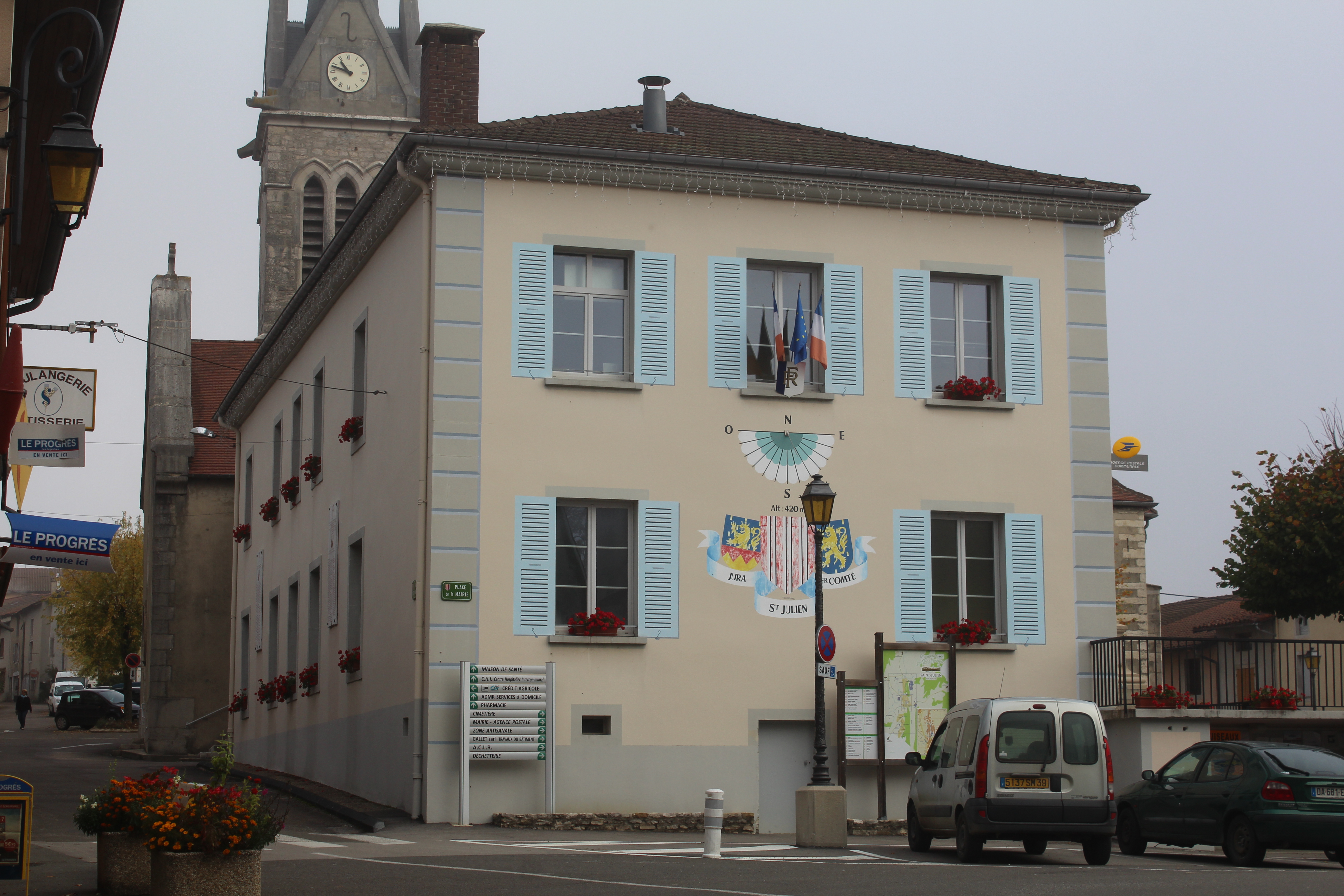
Mairie.

| Période   | Période       | Identité         | Étiquette | Qualité |
| --------- | ------------- | ---------------- | --------- | ------- |
| mars 2001 | mars 2008     | Roger Caillon    |           |         |
| mars 2008 | mars 2014     | Gérard Guyot     |           |         |
| mars 2014 | décembre 2016 | Josiane Carretie | SE        |         |

## Démographie
L'évolution du nombre d'habitants est connue à travers les recensements de la population effectués dans la commune depuis 1793. À partir du 1er janvier 2009, les populations légales des communes sont publiées annuellement dans le cadre d'un recensement qui repose désormais sur une collecte d'information annuelle, concernant successivement tous les territoires communaux au cours d'une période de cinq ans. 
Pour les communes de moins de 10 000 habitants, une enquête de recensement portant sur toute la population est réalisée tous les cinq ans, les populations légales des années intermédiaires étant quant à elles estimées par interpolation ou extrapolation. Pour la commune, le premier recensement exhaustif entrant dans le cadre du nouveau dispositif a été réalisé en 2005,.
En 2015, la commune comptait 440 habitants, en évolution de −4,97 % par rapport à 2010 (Jura : −0,23 %, France hors Mayotte : +2,49 %).
| 1793 | 1800 | 1806 | 1821 | 1831 | 1836 | 1841 | 1846 | 1851 |
| ---- | ---- | ---- | ---- | ---- | ---- | ---- | ---- | ---- |
| 808  | 844  | 828  | 765  | 777  | 762  | 755  | 767  | 764  |

| 1856 | 1861 | 1866 | 1872 | 1876 | 1881 | 1886 | 1891 | 1896 |
| ---- | ---- | ---- | ---- | ---- | ---- | ---- | ---- | ---- |
| 724  | 713  | 735  | 725  | 724  | 744  | 720  | 752  | 740  |

| 1901 | 1906 | 1911 | 1921 | 1926 | 1931 | 1936 | 1946 | 1954 |
| ---- | ---- | ---- | ---- | ---- | ---- | ---- | ---- | ---- |
| 717  | 661  | 632  | 537  | 514  | 494  | 455  | 441  | 443  |

| 1962 | 1968 | 1975 | 1982 | 1990 | 1999 | 2005 | 2010 | 2014 |
| ---- | ---- | ---- | ---- | ---- | ---- | ---- | ---- | ---- |
| 474  | 420  | 415  | 459  | 464  | 409  | 439  | 463  | 451  |

| 2015 | - | - | - | - | - | - | - | - |
| ---- | - | - | - | - | - | - | - | - |
| 440  | - | - | - | - | - | - | - | - |

## Lieux et monuments
- Église Saint-Jean-Baptiste avec un vitrail classé[8]
- Fontaine restaurée

## Personnalités liées à la commune
- Laurent-Marie Janet (1768-1841), né à Saint-Julien, homme politique.
- Charles Mutin (1861-1931), facteur d'orgue, successeur d'Aristide Cavaillé-Coll.

## Héraldique
| Blason de Saint-Julien | Blason  | De gueules à trois jumelles en pal d'argent.     |
| Blason de Saint-Julien | Détails | Le statut officiel du blason reste à déterminer. |